# Jordi Gebellí i Puig
Jordi Gebellí i Puig (Reus, 1932 - 2004) va ser un escriptor i poeta reusenc.
De família humil, a la seva infantesa va viure els bombardejos a la ciutat; al final de la guerra es posà a treballar en un ofici manual, en no tenir diners per estudiar; va entrar al seminari però el va abandonar encara que no abans d'haver adquirit una notable cultura. Va escriure diverses obres centrades en el Reus que coneixia i publicà poemes i articles a la Revista del Centro de Lectura, al Setmanari Reus i a altres periòdics locals. Va publicar també alguns llibres de poesia i dirigí la revista Reus semanal: guía de la ciudad. L'any 1956 va guanyar el premi als "poetes novells" que havia instaurat la publicació Antologia de la poesia reusenca que dirigia el doctor Vallespinosa. La seva poesia és de caràcter religiós, classicista i costumista rural o ciutadà.
Un llibre seu de poemes, Retorn a Seor, guanyà el Premi de Poesia Josep M. Prous i Vila de l'Ajuntament de Reus el 1984. Amb el títol de La Lluna tàcita va reunir el 1993 bona part de la seva producció poètica.
La ciutat de Reus li ha dedicat un carrer